# Sabium
Sabium fue el tercer rey de la primera dinastía de Babilonia, que sucedió a su padre, Sumu-la-El hacia 1844  a.  C (cronología media). y murió hacia 1831  a.  C.. Estuvo asociado al poder en vida de su padre, y parece haber sido gobernador de Sippar. Heredó un territorio extenso, por las conquistas de Sumu-la-El, dominando, además de las ciudades gemelas de Sippar, las importantes Kish, Marad y Dilbat. Las inscripciones conocidas de su reinado mencionan construcciones de murallas, templos y canales. En el aspecto militar, habría afrontado y derrotado a un ejército de Larsa, el reino más poderoso de la Baja Mesopotamia en este período, lo que parece indicar que los intereses de Babilonia comienzan a dirigirse hacia el sur. Su hijo, Apil-Sin le sucedió a su muerte.